# Islas Lobos
Islas Lobos är öar i Argentina.   De ligger i provinsen Chubut, i den södra delen av landet, 1 300 km sydväst om huvudstaden Buenos Aires.
Terrängen på Islas Lobos är varierad. Öns högsta punkt är 6 meter över havet.